# Roberto Boscaglia
Roberto Boscaglia (Gela, 24 mei 1968) is een voormalig voetballer uit Italië, die na zijn actieve loopbaan het trainersvak instapte. Hij werd in augustus 2020 aangesteld als coach van Palermo FC.